# Championnat du monde d'endurance moto 2008
Navigation
Édition précédente Édition suivante
La saison 2008 du Championnat du monde d'endurance moto est la 29e édition de cette compétition. Elle se déroule du 18 avril au 8 novembre 2008. 

## Calendrier
| N°     | Date              | Course                  | Circuit                         | Lieu                | État, Pays |
| ------ | ----------------- | ----------------------- | ------------------------------- | ------------------- | ---------- |
| 1      | 19 & 20 avril     | 24 Heures du Mans       | Circuit Bugatti                 | Le Mans             | France     |
| 2      | 10 mai            | 8 heures d'Albacete     | Circuit d'Albacete              | Albacete            | Espagne    |
| 3      | 27 juillet        | 8 Heures de Suzuka      | Circuit de Suzuka               | Suzuka              | Japon      |
| 4      | 9 août            | 8 heures d'Oschersleben | Motorsport Arena Oschersleben   | Oschersleben (Bode) | Allemagne  |
| 5      | 12 & 13 septembre | Bol d'or                | Circuit de Nevers Magny-Cours   | Magny-Cours         | France     |
| 6      | 8 novembre        | 8 Heures de Doha        | Circuit international de Losail | Doha                | Qatar      |
| Source |                   |                         |                                 |                     |            |

## Résultats
| N°     | Course                  | Vainqueur                                           | Moto     | Écurie                          |
| ------ | ----------------------- | --------------------------------------------------- | -------- | ------------------------------- |
| 1      | 24 heures du Mans       | William Costes, Barry Veneman, Guillaume Dietrich   | Suzuki   | Suzuki Endurance Racing Team    |
| 2      | 6 heures d'Albacete     | Vincent Philippe, Matthieu Lagrive, Julien Da Costa | Suzuki   | Suzuki Endurance Racing Team    |
| 3      | 8 heures de Suzuka      | Ryuichi Kiyonari, Carlos Checa                      | Honda    | Dream Honda Racing Team         |
| 4      | 8 heures d'Oschersleben | Julien Mazuecos, Iván Silva, Erwan Nigon            | Kawasaki | Kawasaki France                 |
| 5      | Bol d'or                | Vincent Philippe, Matthieu Lagrive, Julien Da Costa | Suzuki   | Suzuki Endurance Racing Team    |
| 6      | 8 heures de Doha        | Igor Jerman, Steve Martin, Steve Plater (en)        | Yamaha   | Yamaha Austria Racing Team (en) |
| Source |                         |                                                     |          |                                 |

## Classement

### Attribution des points
| Points | 60 | 50 | 44 | 37 | 32 | 26 | 20 |